# Острая (Весёлые горы)
О́страя — одна из наиболее высоких вершин Весёлых гор на Среднем Урале. Находится в муниципальном образовании «город Нижний Тагил» Свердловской области России. Расположена к юго-западу от собственно города Нижнего Тагила, вблизи посёлков Черноисточинска, Уральца и Висима. Острая находится к юго-востоку от горы Белой и к югу от Черноисточинского пруда. К северу находится гора Белая — популярный курорт, международная лыжная база. Рядом расположены горы Аблей и Широкая.

## Описание
Гора Острая представляет собой пологую лесистую возвышенность с несколькими скалистыми выступами. Ближе к вершине поверхность горы каменистая. Сама вершина горы пикообразная. С горы Острой отчётливо видны двуглавая гора Аблей, Черноисточинск и Черноисточинский пруд, в 5 км к северо-востоку. 